# عامر الفايز
عامر طلال الفايز (من مواليد 25 يناير 1968) هو رجل دولة وسياسي أردني شغل منصب رئيس المراسم الملكية ويشغل حاليا منصب رئيس مجلس إدارة مشروع العبدلي.

## وقت مبكر من الحياة
ولد الفايز في عمان عام 1968 لأبوين الشيخ طلال مثقال الفايز والسيدة. ابو نعمة. نشأ وترعرع في بيئة نشطة سياسيا حيث شغل والده وأعمامه من مشايخ عائلة الفايز مناصب مختلفة في أعلى مستويات الحكومة الأردنية، على غرار جده الشيخ مثقال باشا الفايز الذي ساعد في تأسيس إمارة شرق الأردن في 1921. أبدى الفايز اهتمامًا بركوب الخيل والدراجات النارية منذ سن مبكرة. تخرجت الفايز من الجامعة الأردنية بدرجة البكالوريوس في العلوم السياسية عام 1990، وتزوجت عام 1993 من السيدة. منى شاهين، ولديهما ثلاثة أبناء. 

## الحياة السياسية
بدأ الفايز حياته المهنية كرجل دولة في عام 1991 عندما انضم إلى السلك الدبلوماسي بوزارة الخارجية في عام 1991. وفي عام 1993، انضم الفايز إلى سفارة الأردن في واشنطن العاصمة كدبلوماسي وتولى مسؤوليات القنصل. وفي عام 1997 عاد الفايز إلى الأردن وفي عام 1998 انضم إلى الديوان الملكي الهاشمي.
خدم الفايز لمدة عامين في البروتوكول الملكي لجلالة الملكة نور ملكة الأردن. ومن عام 2000 حتى عام 2004، خدم الفايز في البروتوكول الملكي لولي العهد آنذاك صاحب السمو الملكي الأمير حمزة بن الحسين. ثم أمضى الفايز عامين كمدير لمكتب صاحب السمو الملكي الأمير هاشم بن الحسين حتى عام 2006. ثم شغل الفايز منصب مساعد رئيس المراسم الملكية ومدير التقدم. في نوفمبر 2008، تولى الفايز منصب رئيس التشريفات الملكية لجلالة الملك عبد الله الثاني ملك الأردن  وبقي في هذا المنصب حتى يونيو 2018، مما جعله رئيس التشريفات الملكية الأطول خدمة لجلالة الملك عبد الله الثاني. الثاني والثاني الأطول في تاريخ الأردن بعد ينال حكمت حتى الوقت الحاضر. وفي مارس من عام 2009، ترقي الفايز إلى رتبة وزير بموجب مرسوم ملكي من الملك عبد الله الثاني. 
كما كرم الفايز من قبل الملك عبد الله الثاني في كتابه الصادر عام 2011 بعنوان "آخر فرصتنا: قصة حرب وسلام" لعمله في تنسيق المقابلات مع المسؤولين الأردنيين للحصول على رواياتهم عن الأحداث التي وصفها الملك في كتاباته.

## العبدلي
وفي يوليو 2020، أصبح الفايز رئيسًا ورئيسًا لمجلس إدارة شركة العبدلي للاستثمار والتطوير ش.م.ع. وسط الصعوبات التي فرضها جائحة كوفيد-19، شهد العبدلي تحت قيادة الفايز طفرة في الإيجارات الجديدة وتوسيع الإيجارات القائمة.
وفي فبراير 2023، علق الفايز على أن العمل جارٍ حاليًا في المرحلة الثانية من مشروع العبدلي، والتي من المتوقع أن تغطي مساحة 134 ألف متر مربع بمساحة تطويرية تبلغ 1.4 مليون متر مربع. وكشف الفايز أيضًا أن ما يقرب من 20 مليون شخص زاروا العبدلي و6.2 مليون زاروا البوليفارد في عام 2022.

## مرتبة الشرف

### وطني
- الأردن:
  -  وسام الكوكب الأردني
  -  وسام الاستقلال (الأردن)

### أجنبي
- البرتغال:
  -  نيشان الأمير هنري
- ايطاليا:
  -  وسام استحقاق الجمهورية الإيطالية
- بلجيكا:
  -  وسام التاج (بلجيكا)
- أوكرانيا:
  -  وسام الاستحقاق (أوكرانيا)

## أنظر أيضا
- فيصل الفايز
- عاكف الفايز
- مثقال الفايز
- الفايز
- العبدلي